# Willem Heinemeijer
Willem Frederik Heinemeijer (Amsterdam, 27 februari 1922 - Amsterdam, 18 juli 1999) was een Nederlands sociaal geograaf/sociograaf. Zijn naam wordt ook vaak gespeld als Heinemeyer.
Hij volgde de Eerste Openbare Handelsschool te Amsterdam en was na zijn eindexamen in 1940 enige tijd werkzaam bij de Stadsdrukkerij in Amsterdam. Daarna werkte hij als stagiair bij de KNSM en de Nederlands Indische Handelsbank. In de periode 1943-1945 volgde naar eigen zeggen een zwervend bestaan in Amsterdam, waarbij onder andere clandestien gegeven colleges in de sociografie, de volkenkunde en de fysische geografie werden gevolgd. Van 1945-1949 studeerde hij sociale geografie aan de Universiteit van Amsterdam bij de hoogleraren H.N. ter Veen, Sj. Groenman, J.J. Fahrenfort, A.N.J. Den Hollander en J.P. Bakker. Hij studeerde in 1949 cum laude af en werd daarna parttime onderzoeker bij het ISONEVO en tegelijk freelance cartografisch redacteur bij Bezige Bij Wereldatlas; deze verscheen in 1951.
Van 1952-1967 maakte Heinemeijer deel uit van de wetenschappelijke staf van H.D. de Vries Reilingh aan de Universiteit van Amsterdam. In deze periode werkte Heinemeijer aan zijn proefschrift over nationale integratie en regionale diversiteit in Marokko, waarop hij in 1968 promoveerde. Het jaar daarvoor was hij benoemd tot lector in de sociale geografie aan de Universiteit van Amsterdam. In 1969 volgde de benoeming tot hoogleraar in de Sociale Geografie en Landbeschrijving aan de Universiteit van Amsterdam. In 1987 ging hij met emeritaat. Willem Heinemeijer overleed in 1999 in zijn geboortestad.

## Werk en betekenis
De bibliografie van Willem Heinemeijer kent meer dan 125 nummers en laat een grote veelzijdigheid zien. Hij was niet alleen strikt wetenschappelijk bezig, maar bewoog zich ook met veel elan in het maatschappelijke debat. Dat laatste vooral over vraagstukken die betrekking hadden op het wel en wee van ‘zijn’ stad Amsterdam. Ondanks de veelheid van onderwerpen waarmee Heinemeijer zich heeft beziggehouden, springen twee thema’s prominent naar voren: Marokko en Amsterdam.
Zijn grote belangstelling voor Marokko was voor een deel het gevolg van de contacten van zijn vader, een uitgesproken francofiel. Heinemeijer voltooide in 1968 zijn proefschrift over ‘Nationale integratie en regionale diversiteit, een sociografische studie van Marokko als ontwikkelingsland’. Het was een geslaagde poging om vanuit de wetenschap der sociale geografie een bijdrage te leveren aan de analyse van het vraagstuk van de onderontwikkeling, een terrein waarop in Nederland tot dat moment vrijwel uitsluitend economen en sociologen actief waren geweest. Zijn uitgangspunt was de vraag hoe zich het proces van nationale integratie in Marokko voltrok en hoe dit samenhing met de sociale mobilisering van de bevolking. Hij plaatste de dynamiek van dit proces in het geheel van de interregionale ontwikkeling in dit land. Het vraagstuk van de onderontwikkeling zag Heinemeijer als een (ruimtelijk) probleem van de economische en sociale integratie. Opvallend was overigens in dit proefschrift de totale afwezigheid van kaarten, opvallend omdat Heinemeijer gefascineerd was door kaarten.
Heinemeijer was zeer actief op het terrein van de cartografie, wat onder meer tot uiting kwam door zijn werk als atlasredacteur bij de Bezige Bij Wereldatlas (samen met zijn zwager Jan Erik Romein). Zijn grote kennis van Marokko leidde in 1960 tot de publicatie van het populair-wetenschappelijk boek ‘Marokko in de hete schaduw van de Islam’, deel 22 in de Terra-reeks.
Heinemeijer heeft belangrijke bijdragen geleverd aan de ontwikkeling van de sociale geografie in Nederland. De Amsterdamse sociografie kreeg bij hem weer een uitgesproken ruimtelijke invalshoek. In de sociale geografie gaat het om ‘sociologisch relevante samenlevingsverschijnselen van duurzame aard in hun ruimtelijke configuratie’, zoals hij dat in zijn openbare les in 1968 formuleerde. Hij nam daarbij een sociaal-ecologisch standpunt in: voor hem was de sociale ecologie gelijk aan de op sociologie gerichte tak van de sociale geografie. Het sociaal-ecologisch gezichtspunt heeft een belangrijke rol gespeeld in de ontwikkeling van de Nederlandse stadsgeografie. Vanaf 1970 hield hij zich actief bezig met onderzoek naar de dynamiek van het sociale leven in de ruimtelijke setting van de grote stad (Amsterdam).

## Selectie van publicaties
Voor een bibliografie van publicaties over de periode 1945-1987 zie: Bibliografie W.F. Heinemeyer, Geografisch Tijdschrift, XXI (1987)1, p. 7-12
- Marokko in de hete schaduw van de Islam, Terra-reeks, 22, Boom Meppel, 1960
- Sociologie van de stad, in: J. van Hessen (red.), Wegwijzer in de sociologie, J.H. de Bussy, Amsterdam, 1963, p. 176-205
- The urban core as a centre of attraction, a preliminary report, in: Urban core and inner city, proceedings of the international study week Amsterdam, 11-17 september 1966, E.J. Brill, Leiden, 1967, p. 82-99
- Het centrum van Amsterdam: een sociografische studie (met M. van Hulten en H.D. de Vries Reilingh), Polak en Van Gennep, Amsterdam, 1968
- Nationale integratie en regionale diversiteit, een sociografische studie van Marokko als ontwikkelingsland, dissertatie, Uitgeverij De Bezige Bij, Amsterdam, 1968
- De sociale geografie in de rij van de sociale wetenschappen, Openbare les, Universiteit van Amsterdam, Boom, Meppel, 1968
- Het sociaal-ecologisch gezichtspunt, Inaugurele rede Universiteit van Amsterdam, Meppel, 1972
- Stad en stedelijk systeem, een aperVu van de Nederlandse stadsgeografie, in: Geografisch Tijdschrift, XI, 1977, 4, p. 259-272
- Stedelijk beleid en de ruimtelijke organisatie van stadsgewesten: het geval Amsterdam (met R. van Engelsdorp Gastelaars), Geografisch Tijdschrift, XIX, 1985, 2, 95-104

## Trivia
Heinemeijer figureerde onder de naam Eduard Hoogkamp in De avonden van Gerard Reve. Zijn latere echtgenote, de fotografe Annelies Romein (dochter van de historici Jan en Annie Romein), kwam in de roman voor als Bep Spanjaard.
- Gemeinsame Normdatei: 172153956
- International Standard Name Identifier: 0000 0000 8243 9594
- Library of Congress Control Number: n79081956
- Nationale Bibliotheek van Israël: 987007426977205171
- Nederlandse Thesaurus van Auteursnamen: 068893647
- Système universitaire de documentation: 158545931
- Virtual International Authority File: 60359259
- WorldCat: E39PBJmMYDCMCBBVtRjwF7x4bd